# Saint-Laurent-en-Caux
Pour les articles homonymes, voir Saint-Laurent.
Saint-Laurent-en-Caux est une commune française située dans le département de la Seine-Maritime en région Normandie.

## Géographie

### Localisation
Les communes limitrophes sont Boudeville, Bretteville-Saint-Laurent, Gonnetot, Prétot-Vicquemare, Reuville, Saâne-Saint-Just et Le Torp-Mesnil.
| Reuville          | Gonnetot              |                  |
|                   | Saint-Laurent-en-Caux | Saâne-Saint-Just |
| Prétot-Vicquemare |                       | Le Torp-Mesnil   |

La commune est située dans le pays de Caux.

### Hydrographie
La commune est située dans le bassin Seine-Normandie. Elle n'est drainée par aucun cours d'eau,.

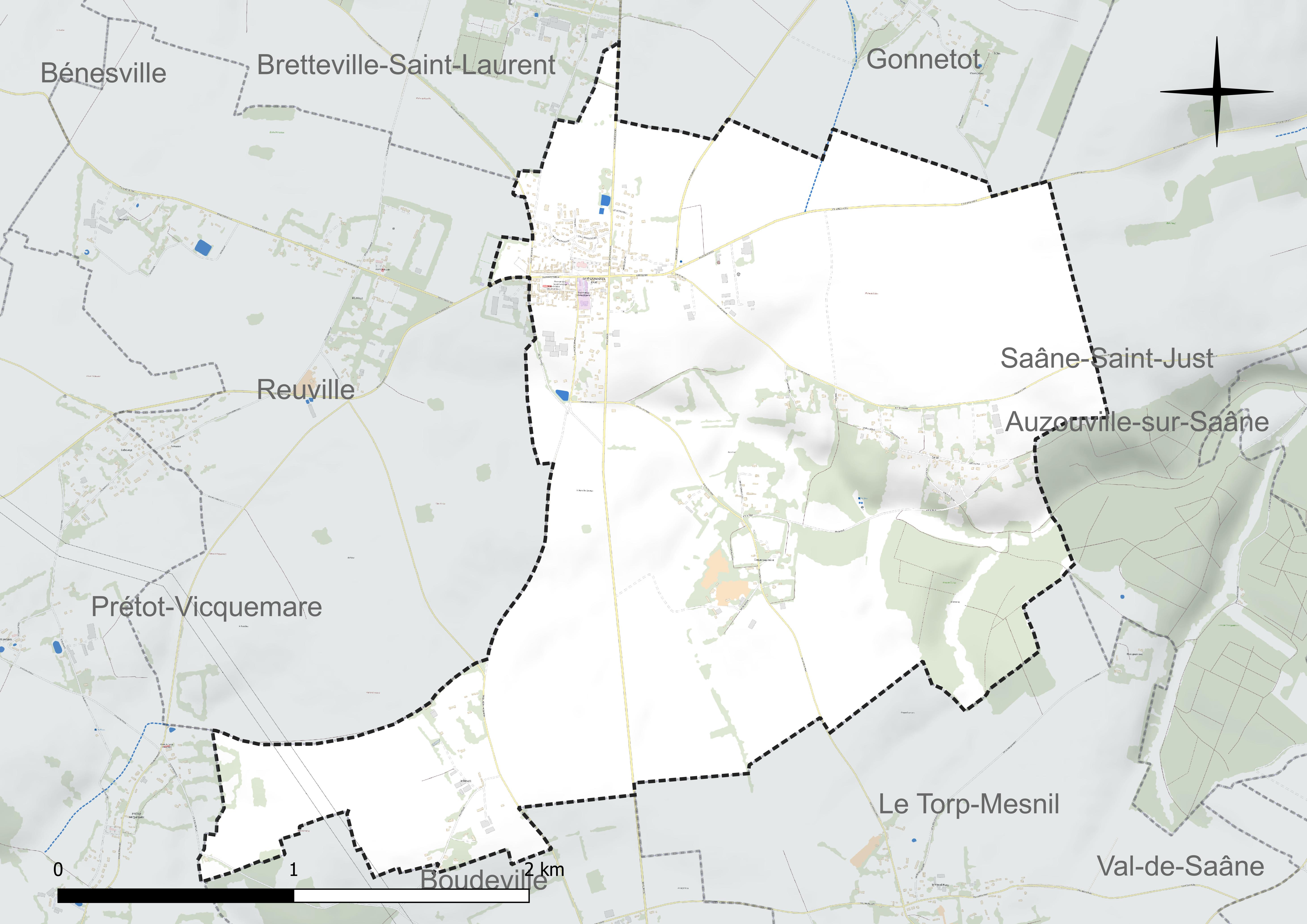
Réseau hydrographique de Saint-Laurent-en-Caux.

### Climat
Pour des articles plus généraux, voir Climat de la Normandie et Climat de la Seine-Maritime.
En 2010, le climat de la commune est de type climat océanique franc, selon une étude du CNRS s'appuyant sur une série de données couvrant la période 1971-2000. En 2020, Météo-France publie une typologie des climats de la France métropolitaine dans laquelle la commune est exposée à un climat océanique et est dans la région climatique Côtes de la Manche orientale, caractérisée par un faible ensoleillement (1 550 h/an) ; forte humidité de l’air (plus de 20 h/jour avec humidité relative > 80 % en hiver), vents forts fréquents. Parallèlement le GIEC normand, un groupe régional d’experts sur le climat, différencie quant à lui, dans une étude de 2020, trois grands types de climats pour la région Normandie, nuancés à une échelle plus fine par les facteurs géographiques locaux. La commune est, selon ce zonage, exposée à un « climat maritime », correspondant au Pays de Caux, frais, humide et pluvieux, légèrement plus frais que dans le Cotentin.
Pour la période 1971-2000, la température annuelle moyenne est de 10,1 °C, avec une amplitude thermique annuelle de 13,4 °C. Le cumul annuel moyen de précipitations est de 938 mm, avec 13,7 jours de précipitations en janvier et 8,7 jours en juillet. Pour la période 1991-2020, la température moyenne annuelle observée sur la station météorologique la plus proche, située sur la commune d'Ectot-lès-Baons à 13 km à vol d'oiseau, est de 10,8 °C et le cumul annuel moyen de précipitations est de 905,5 mm,. Pour l'avenir, les paramètres climatiques de la commune estimés pour 2050 selon différents scénarios d’émission de gaz à effet de serre sont consultables sur un site dédié publié par Météo-France en novembre 2022.

## Urbanisme

### Typologie
Au 1er janvier 2024, Saint-Laurent-en-Caux est catégorisée bourg rural, selon la nouvelle grille communale de densité à sept niveaux définie par l'Insee en 2022.
Elle est située hors unité urbaine et hors attraction des villes,.

### Occupation des sols
L'occupation des sols de la commune, telle qu'elle ressort de la base de données européenne d’occupation biophysique des sols Corine Land Cover (CLC), est marquée par l'importance des territoires agricoles (86 % en 2018), en diminution par rapport à 1990 (88,6 %). La répartition détaillée en 2018 est la suivante : 
terres arables (58,1 %), prairies (24,6 %), forêts (7,8 %), zones urbanisées (6,2 %), zones agricoles hétérogènes (3,3 %). L'évolution de l’occupation des sols de la commune et de ses infrastructures peut être observée sur les différentes représentations cartographiques du territoire : la carte de Cassini (XVIIIe siècle), la carte d'état-major (1820-1866) et les cartes ou photos aériennes de l'IGN pour la période actuelle (1950 à aujourd'hui).

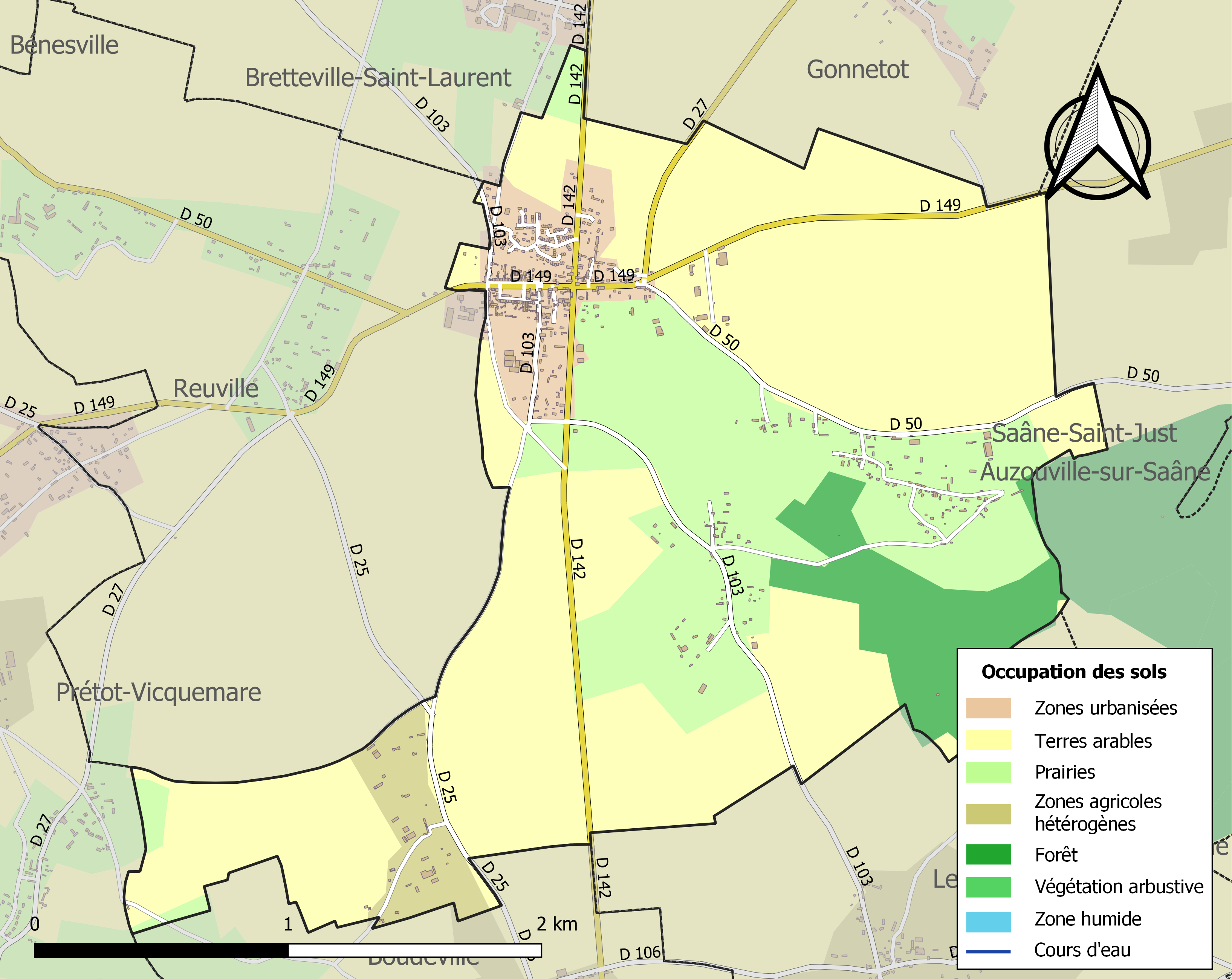
Carte des infrastructures et de l'occupation des sols de la commune en 2018 (CLC).

## Toponymie
Le nom de la localité est attesté sous les formes Sancto Laurencio vers 1155, de Sancto Laurentio vers 1189, Ecclesie Sancti Laurentii vers 1240, de Sancto Laurencio en 1248, In ecclesie Sancti Laurencii in Caleto en 1257, Saint Laurent en 1319,  Eglise de Saint Laurent en Caux en 1323, Saint Laurent en Caux en 1360 et en 1362.
La paroisse et l'église sont dédiées à Saint Laurent de Rome.
Le pays de Caux est une région naturelle de Normandie appartenant au Bassin parisien.

## Politique et administration
| Période                                  | Période                    | Identité            | Étiquette | Qualité                                                                                |
| ---------------------------------------- | -------------------------- | ------------------- | --------- | -------------------------------------------------------------------------------------- |
| Les données manquantes sont à compléter. |                            |                     |           |                                                                                        |
|                                          | 1926                       | Gaston Dehays       |           |                                                                                        |
| 1957                                     | 1962                       | Beaudouin           |           |                                                                                        |
| 1977                                     | 2008                       | Fernand Leforestier | DVD       |                                                                                        |
| 2008                                     | 2014                       | Marie Nouvian       | UMP       |                                                                                        |
| 2014                                     | mai 2020                   | Michel Piednoël     |           |                                                                                        |
| juillet 2020,                            | En cours (au 10 août 2020) | Agnès Laloi         |           | Chargée d'audit Vice-présidente de la CC Plateau de Caux-Doudeville-Yerville (2020 → ) |

## Équipements et services publics

### Enseignement
La commune comporte une ecole elementaire et une maternelle nommée Charles Angrand, De 2013 à 2018 le CM2 s'éffectuait sur la commune de Canville les 2 eglises à l'école Macré.

### Justice, sécurité, secours et défense
Une caserne de pompier se trouve à l'entrée du village en direction de Doudeville.

## Population et société

### Démographie
L'évolution du nombre d'habitants est connue à travers les recensements de la population effectués dans la commune depuis 1793. Pour les communes de moins de 10 000 habitants, une enquête de recensement portant sur toute la population est réalisée tous les cinq ans, les populations de référence des années intermédiaires étant quant à elles estimées par interpolation ou extrapolation. Pour la commune, le premier recensement exhaustif entrant dans le cadre du nouveau dispositif a été réalisé en 2007.

En 2022, la commune comptait 728 habitants, en évolution de −5,45 % par rapport à 2016 (Seine-Maritime : +0,35 %, France hors Mayotte : +2,11 %).
| 1793  | 1800  | 1806  | 1821  | 1831  | 1836  | 1841  | 1846  | 1851  |
| ----- | ----- | ----- | ----- | ----- | ----- | ----- | ----- | ----- |
| 1 053 | 1 064 | 1 055 | 1 106 | 1 186 | 1 233 | 1 220 | 1 170 | 1 096 |

| 1856  | 1861  | 1866  | 1872  | 1876  | 1881 | 1886 | 1891 | 1896 |
| ----- | ----- | ----- | ----- | ----- | ---- | ---- | ---- | ---- |
| 1 141 | 1 191 | 1 119 | 1 050 | 1 035 | 934  | 951  | 986  | 890  |

| 1901 | 1906 | 1911 | 1921 | 1926 | 1931 | 1936 | 1946 | 1954 |
| ---- | ---- | ---- | ---- | ---- | ---- | ---- | ---- | ---- |
| 906  | 855  | 825  | 615  | 612  | 591  | 604  | 627  | 680  |

| 1962 | 1968 | 1975 | 1982 | 1990 | 1999 | 2006 | 2007 | 2012 |
| ---- | ---- | ---- | ---- | ---- | ---- | ---- | ---- | ---- |
| 617  | 588  | 601  | 640  | 725  | 732  | 794  | 803  | 770  |

| 2017 | 2022 | - | - | - | - | - | - | - |
| ---- | ---- | - | - | - | - | - | - | - |
| 771  | 728  | - | - | - | - | - | - | - |

### Manifestations culturelles et festivités
La fête du village est le jour de la saint Laurent, un feu d artifice est tiré ce jour là

### Sports et loisirs
Le village comporte un club de foot et un city-stade 

## Culture locale et patrimoine

### Lieux et monuments
- Église paroissiale Saint-Laurent reconstruite au XIXe siècle[25].

### Personnalités liées à la commune
Un des plus signalés bienfaiteurs fut Robert de Pardieu, sieur de Houttoville et de Montebourg, dont la statue sépulcrale orna longtemps l'église et était le plus précieux reste du monastère. En 1852, l'abbé Cochet décrivait ainsi dans son livre Les Églises de l'arrondissement d'Yvetot, page 328 :
« Dans le jardin de M. Plichet, qui fut autrefois l'enceinte monastique, on voit cette statue funèbre poser sa tète sur un oreiller de pierre, qui s'incline doucement sous le poids de la mort ; malheureusement la tête est détachée du tronc et il serait aisé de l'y réunir. Les cheveux sont roulés, un petit bandeau passe sur les yeux, une robe longue couvre le corps et se termine en haut par une collerette de mailles. Les mains sont enlevées, l'épée cassée, il ne reste plus que les gantelets suspendus avec une chaîne et un long écu terminé en pointe du côté gauche. Cette statue doit être du XVe siècle, puisque Robert de Pardieu mourut le 27 novembre 1418. Le chevalier était accompagné de son épouse Anne d'Usel, couchée pieusement près de lui, les mains jointes et la face vers le ciel. On nous a dit que cette dernière image funèbre a été enlevée à la Révolution. À l'époque, elle se voyait encore au bout de la grange de M. Auvray, au hameau de Caltot sur Saint-Laurent-en-Caux ».
Le pionnier de la photographie Louis Cyrus Macaire y est né en 1807.
Le peintre Charles Angrand a habité la commune de 1896 à 1913. Il y peignit le rideau de la salle des fêtes dès le début de l'année 1900. L'inauguration se fit le 25 novembre de cette même année. Roulé et rangé dans le grenier de la mairie au début de la Seconde Guerre mondiale, l'œuvre disparut à la fin de celle-ci[réf. nécessaire].
Bourvil a travaillé à la boulangerie de la commune et un ancien barman Damien Aligny avait nommé le bar "Le Mitron" en hommage à l'acteur et chanteur.[réf. souhaitée].
André Martin (photographe) (1928-1999) y est né.
Le footballeur Bruno Mignot y est né.

## Pour approfondir